# Chácara Flora
Chácara Flora é um bairro nobre e fechado com mais de 1 milhão de metros quadrados localizado dentro da Zona Sul da cidade de São Paulo. Ele foi construído pelo engenheiro e engenheiro civil Louis Romero Sanson, sócio majoritário da S/A Derron Sanson, o idealizador da autoestrada que deu origem a Avenida Washington Luís, com objetivo de ligar São Paulo com Santo Amaro, que era à epoca um município independente. O bairro é conhecido por sua vasta área verde e qualidade de vida acima da média em relação a outros bairros da cidade de São Paulo.
O bairro faz divisa com Santo Amaro, Jardim Cordeiro, Chácara Monte Alegre e Jardim Marajoara. O bairro é classificado pelo CRECI como "Zona de Valor B", assim como outras áreas nobres da capital como Jardim Paulistano, Vila Olímpia e Pinheiros.

## História
Na área onde o bairro viria a ser construído, no ano de 1886, passou o trem que saía da rua São Joaquim até a estação "do encontro", local onde se encontra a atual Igreja de São Judas Tadeu, e finalizava seu trajeto na vila de Santo Amaro, na praça Santa Cruz, onde está hoje a escola Lineu Prestes. Ele demorava uma hora e meia para concluir todo seu percurso, e, além de passar pela Chácara Flora, cruzava campos que hoje dão lugar aos bairros Aeroporto, Campo Belo e Brooklin Paulista.
O trajeto de bonde que ligava a Praça João Mendes ao Centro de Santo Amaro passava pela Chácara Flora, desativado em maio de 1968. No bairro também já esteve presente o pedágio da Autoestrada S/A, atual Avenida Washington Luís, e também o extremo da autoestrada até 1939.

## Vegetação
O bairro Chácara Flora possui uma reserva de Mata Atlântica (uma importante floresta tropical)[carece de fontes?] no seu interior. Sua vegetação consiste também de araucárias (poucas), pinus, e algumas outras espécies exóticas, como o eucalipto.  Sendo um centro de vegetação, sustenta alguma fauna, especialmente de aves e insetos, dentre os quais os generalistas, como bem-te-vi e sabiá-laranjeira, mas outros bem mais raros e ariscos. Os mamíferos são representados por morcegos de várias espécies e gambás. Parece estar havendo, como em todo o município, invasão de micos. Além disso, o bairro apresenta 60 % da área das quadras coberta por dosséis arbóreos e possui a maior mancha de vegetação mapeada.

## Curiosidades
O condomínio fechado e bairro, Chácara Flora, que possui, aproximadamente, 170 mansões e uma reserva preservada da Mata Atlântica não tem imagens divulgadas para o acesso no programa Google Street View, sendo a guarita na rua Visconde de Porto Seguro a única imagem disponível.